# Nuevo Emperador
Nuevo Emperador è un comune (corregimiento) della Repubblica di Panama situato nel distretto di Arraiján, provincia di Panama. Si estende su una superficie di 107,6 km² e conta una popolazione di 3.903 abitanti (censimento 2010).